# Ground Based Interceptor
Ground Based Interceptor, GBI (ang. Pocisk Przechwytujący Bazowania Naziemnego) – trzystopniowy rakietowy pocisk antybalistyczny przeznaczony do działania w ramach naziemnego systemu obrony antybalistycznej w środkowej fazie lotu (ang. Ground-Based Midcourse Defense – GMD) – naziemnej części amerykańskiego systemu antybalistycznego Missile Defense. GBI składa się z 3-stopniowego lub dwustopniowego członu rakiety nośnej (BV – Boost Vehicle) oraz głowicy kinetycznej w technologii EKV (Exoatmospheric Kill Vehicle). Zadaniem pocisku, jest niszczenie głowic międzykontynentalnych rakiet balistycznych (ICBM) oraz rakiet balistycznych średniego zasięgu w kosmicznej fazie ich lotu. Korzystając z technologii EKV, samodzielna głowica niszczy cel poprzez gwałtowne dostarczenie bezpośrednim trafieniem, własnej energii kinetycznej.

## Historia pocisku

### Rakieta nośna
Booster Vehicle. W kwietniu 1998 r. Boeing został wybrany producentem wiodącym pocisku GBI. Wczesne testowe wersje pocisku, używały nisko kosztowej rakiety nośnej Lockheed Martin PLV (ang. Payload Launch Vehicles), powstałej dzięki wykorzystaniu wielu pozostałych po pociskach Minuteman II silników rakietowych. Silników tych używano tymczasowo, do czasu ukończenia konstrukcji rakiety nośnej opracowywanej specjalnie dla GBI. W marcu 2002 r., po kilku wcześniejszych nieudanych z powodów mechanicznych testach, Boeing przekazał Lockheed Martin Space Systems Company swoją konstrukcję rakiety nośnej COTS (Commercial Off-the-Shelf) powstałej na bazie rakiet używanych komercyjnie, w celu jej rozwinięcia i udoskonalenia, dzięki czemu powstała rakieta nośna BV-Plus (Booster Vehicle – Plus). Jednocześnie korporacja Orbital Sciences Corp. (OSC) otrzymała kontrakt na konstrukcje i budowę alternatywnej rakiety nośnej dla pocisku GBI. Dzięki temu kontraktowi, powstała 3-stopniowa rakieta OBV (Orbital Booster Vehicle), która 6 marca 2003 r. z sukcesem przeszła swój pierwszy test. Podobnie jak pojazd firmy Lockheed, również ta rakieta ta oparta jest na konstrukcji komercyjnej rakiety nośnej – Taurus XL, a także rakiet Pegasus i Minotaur. Obecnie Orbital Sciences Corp. jest w posiadaniu kontraktu na budowę 34 rakiet nośnych OBV, Lockheed Martin zaś, zawarł kontrakt na budowę 8 rakiet BV-Plus. Z powodu opóźnień w realizacji programu rakiety nośnej przez Lockheeda, kontrakty na budowę kolejnych rakiet nośnych, zostaną jednak przyznane wyłącznie OSC.

### Głowica kinetyczna
W październiku 1990 r. kierująca całością prac nad obroną antybalistyczną Missile Defense Agency (MDA) (ang. Agencja Obrony Antybalistycznej) zawarła 3 kontrakty na projekty pojazdów niszczących przeznaczonych do zwalczania pocisków balistycznych w środkowej fazie lotu (ang. Mid-course Defense), zmierzające do opracowania głowicy kinetycznej niszczącej swój cel w najwyższej warstwie atmosfery – egzosferze i ponad nią. Były to projekty Exoatmospheric Kill Vehicle (EKV) firm Martin Marietta (obecnie Lockheed Martin), Hughes Missiles (obecnie Raytheon) oraz Rockwell (obecnie Boeing). 24 czerwca 1997 r. oraz 16 stycznia 1998 r., przeprowadzono testy IFT (Integrated Flight Test)-1 oraz IFT-2 w których udział wzięły konstrukcje EKV – odpowiednio – Boeinga i Raytheona. W wyniku konkursu, dostawcą wartego od 20 do 25 mln dolarów USA kill vehicle dla pocisku GBI został wybrany Raytheon. Głowice EKV zostaną być może zastąpione wielogłowicowym systemem Multiple Kill Vehicle (MKV).

### Testy pocisku

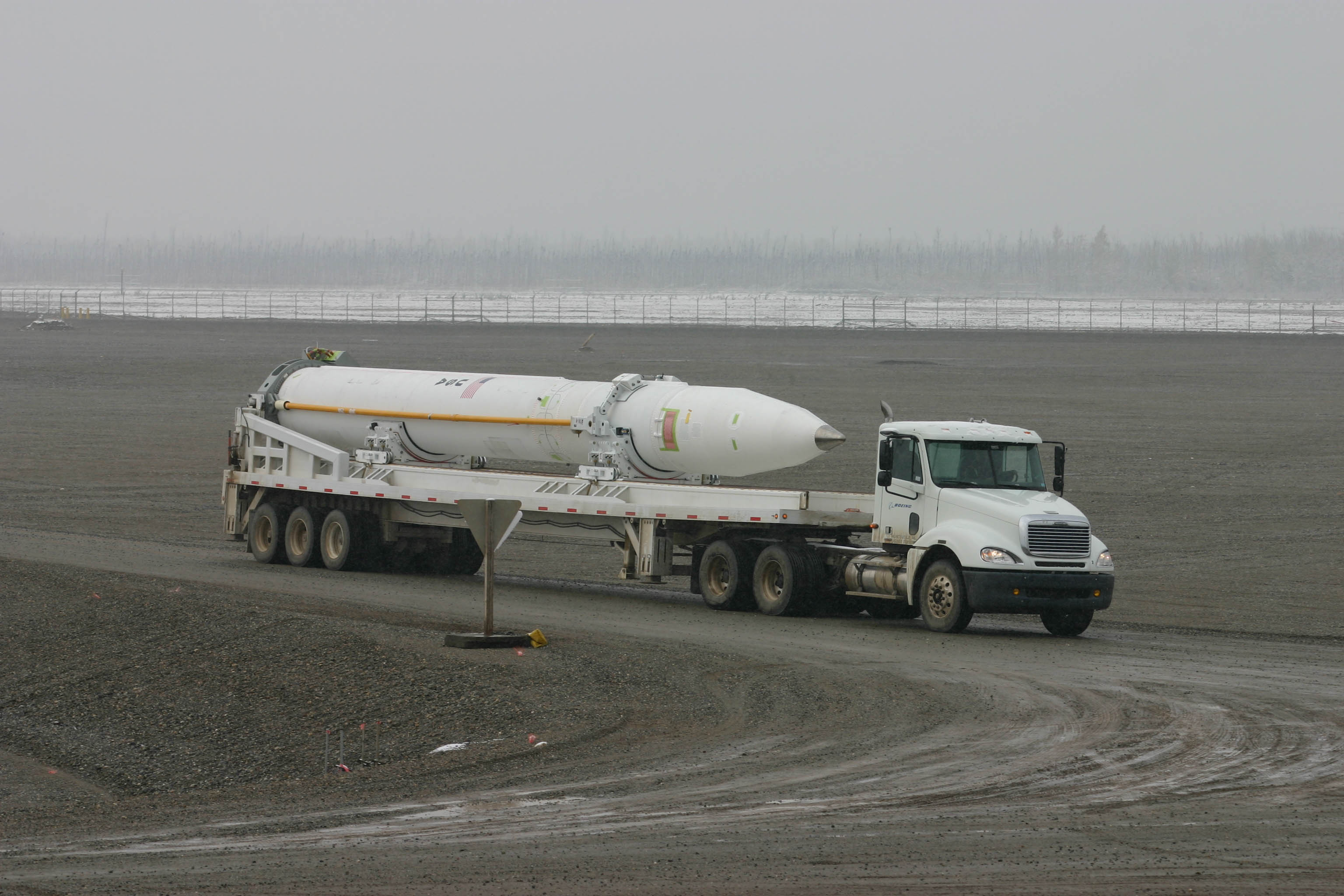
Pocisk antyrakietowy GBI podczas transportu

Agencja Obrony Antybalistycznej (MDA) dążyła do jak najszybszego rozmieszczenia pocisków w bazach na Alasce i Kalifornii, stąd też prowadzono jednoczesne testy urządzeń kilku producentów. Z niemal kilkudziesięciu prób różnych elementów systemu, do 28 września 2007 roku, przeprowadzono 13 prób zestrzelenia imitowanej balistycznej głowicy bojowej, z czego sukcesem zakończyło się 8 testów (~2/3). W każdym jednak z przypadków skutecznego zestrzelenia, warunki testu – z różnych powodów – odbiegały od realizmu sytuacji bojowej. Najważniejszym z nich był wskazany wyżej pośpiech MDA i związana z nim strategia wprowadzania do testów poszczególnych elementów systemu w miarę jak zostają opracowane przez konstruktorów i dostarczone (w wersjach prototypowych!) przez producentów, bez oczekiwania na dostarczenie wszystkich założonych elementów kompletnego systemu. Powoduje to konieczność używania w testach różnorakich urządzeń zastępczych, wymuszających czasami ułatwienie zadania pociskowi przechwytującemu GBI. Dla przykładu, z braku znajdującego się w opracowaniu radaru XBR kontrolującego lot celu, musiano zastosować zainstalowany na głowicy-celu nadajnik GPS bądź też działającą w paśmie C „latarnię” (C-band transponder beacon), które jak twierdzą krytycy, dostarczały systemowi GBI zbyt dużej ilości danych na temat pozycji celu. Wśród przyczyn nieudanych testów mających za zadanie przechwycić i zniszczyć cel, przeważały przyczyny czysto techniczne, związane z różnorakimi awariami podzespołów systemu, poczynając od awarii oprogramowania, przez awarie okablowania, na uniemożliwiającej start pocisku awarii ramion podtrzymujących GBI w naziemnym silosie kończąc. 22 lipca 2004 pierwsze pociski GBI oparte na rakietach nośnych firmy Orbital Sciences oraz EKV Raytheona zostały w końcu rozmieszczone – jak planowała MDA – w bazach Fort Greely na Alasce, a następnie Vandenberg AFB w Kalifornii, jednakże wciąż trwają intensywne testy tego pocisku.

## Działanie pocisku GBI

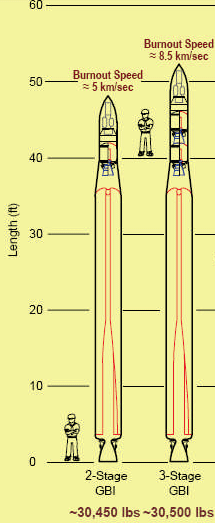
Porównanie rozmiarów dwustopniowej wersji GBI przeznaczonym do instalacji w Europie, ze standardowym – trzystopniowym pociskiem

Pocisk GBI składający się z rakiety nośnej i umieszczonego na niej pojazdu niszczącego EKV, umieszczony jest w naziemnym silosie z automatyczną kopuła zamykającą jego wylot. Za pośrednictwem szeregu systemów podłączony jest do działającej permanentnie sieci radarowej i satelitarnej, śledzącej całą powierzchnię globu w poszukiwaniu zagrożeń balistycznych. W razie wykrycia odpalenia wrogiego pocisku balistycznego, odpalony zostanie geograficznie właściwy ze względu na swą lokalizację GBI, kierujący się następnie w przewidywane miejsce spotkania z wrogim pociskiem, przez całą drogę na bieżąco otrzymując informacje o nim z zespołu satelitów i radarów. Po trzech minutach lotu z wykorzystaniem 3 stopni napędowych, w odległości ok. 2240 km od celu, nastąpić powinno oddzielenie się pojazdu niszczącego od ostatniego stopnia napędowego rakiety, po czym EKV natychmiast zmienia swój tor lotu w lewo bądź prawo, w celu uniknięcia uderzenia w niego zespołu napędowego od którego się oddzielił. Od tego momentu, kill vehicle będzie się poruszał wyłącznie siłą swego impetu, za pomocą swoich silników DACS ('Divert and Attitude Control System’) dokonując jedynie korekt swojego kursu w 4 płaszczyznach. EKV lecący z prędkością ok. 7 km/s (kilkukrotnie szybciej od pocisku karabinowego) ma bardzo niewiele czasu i miejsca na dokonanie ostatnich, niezbędnych korekt. Około 100 sekund przed uderzeniem, uruchamiają się działające w zakresie podczerwieni wewnętrzne sensory kill vehicle, który rozpoczyna samodzielne od tej chwili śledzenie przechwytywanego pocisku balistycznego. W celu jego całkowitej neutralizacji, pojazd niszczący uderza w jego „sweet spot” – czułe miejsce o zaledwie kilkucentymetrowej szerokości, gdzie umieszczony jest ładunek pocisku balistycznego. Energia kinetyczna powstała w wyniku precyzyjnego uderzenia z sumaryczną prędkością EKV i jego celu jest tak olbrzymia, ze poddana jej działaniu głowica jądrowa, chemiczna, lub biologiczna ulega całkowitemu sproszkowaniu i zniszczeniu.

## Producenci
- Boeing, jako integrator systemu
- Raytheon: pojazd niszczący (Exo-atmospheric Kill vehicle), radary pracujące w paśmie X
- Orbital Sciences Corporation: rakieta nośna OBV
- Northrop Grumman: systemy kontroli i zarządzania walką (ang. Battle Management Command and Control)
- Bechtel: konstrukcja baz
- Teledyne Brown Engineering: testy techniczne systemów i serwis techniczny